# Su (Unix)
Su is een Unix-commando dat de gebruiker in staat stelt om in te loggen als een andere gebruiker zonder uit te loggen. Vaak wordt dit gebruikt om tijdelijk in te loggen als rootgebruiker. Met het commando exit wordt su weer ongedaan gemaakt, waarna men weer ingelogd is als de originele gebruiker.
Dit kan tevens bereikt worden door sudo voor de opdracht te schrijven. Maar waar sudo slechts per opdracht geldt, geldt su de gehele (terminal/shell)sessie door. Su wordt voornamelijk gebruikt wanneer men vele commando's moet uitvoeren als de super-user (meestal gaat het dan om administratieve taken).

## Voorbeeld
```
user@computer:~$
 
su
Password:
 
****
root@computer:/home/user#

```